# Championnats du monde de semi-marathon 1999

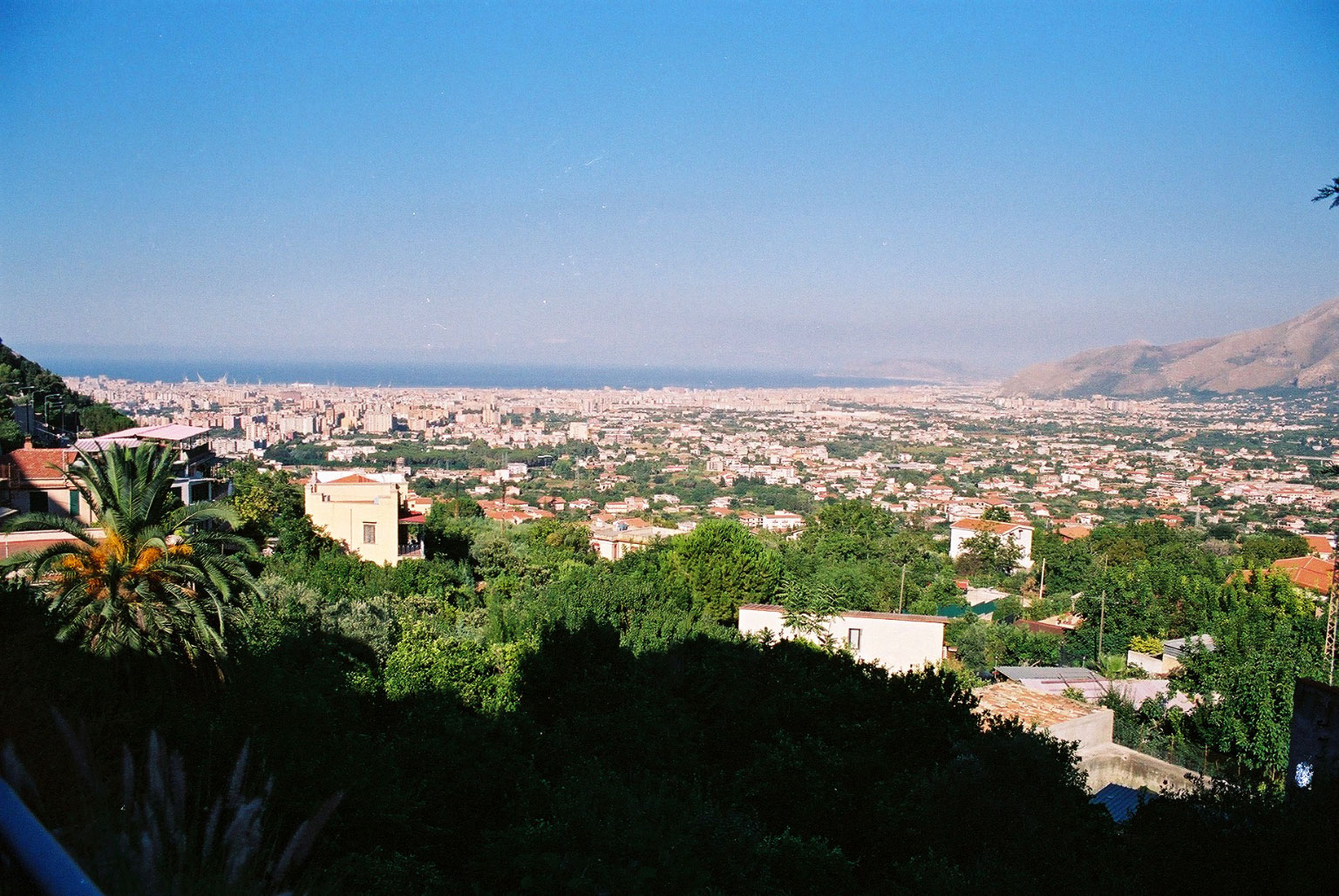
Vue de Palermo Panoramic view depuis Monreale.

Les 8e Championnats du monde de semi-marathon ont eu lieu le 3 octobre 1999 à Palerme. 193 athlètes issus de 48 nations ont participé à l'évènement.

## Résultats

### Hommes
| Épreuves            | Or                                                                       | Argent                                                          | Bronze                                                  |
| Course individuelle | Paul Tergat 1 h 01 min 50                                                | Hendrick Ramaala 1 h 01 min 50                                  | Tesfaye Jifar 1 h 01 min 51                             |
| Par équipes         | Afrique du Sud Hendrick Ramaala Abner Chipu Muleki Nobanda 3 h 06 min 01 | Éthiopie Tesfaye Jifar Tesfaye Tola Fekadu Degefu 3 h 06 min 03 | Kenya Paul Tergat Laban Chege Sammy Korir 3 h 06 min 03 |

### Femmes
| Épreuves            | Or                                                                       | Argent                                                        | Bronze                                                                     |
| Course individuelle | Tegla Loroupe 1 h 08 min 48                                              | Mizuki Noguchi 1 h 09 min 12                                  | Catherine Ndereba 1 h 09 min 23                                            |
| Par équipes         | Kenya Tegla Loroupe Catherine Ndereba Joyce Chepchumba 3 h 27 min 40 =CR | Japon Mizuki Noguchi Reiko Tosa Hiromi Katayama 3 h 30 min 06 | Russie Valentina Yegorova Lyudmila Biktashyova Alina Ivanova 3 h 31 min 49 |

## Tableau des médailles
| Rang | Nation | Or | Argent | Bronze | Total |
| ---- | ------ | -- | ------ | ------ | ----- |